# 塞西尔·博登·克洛斯

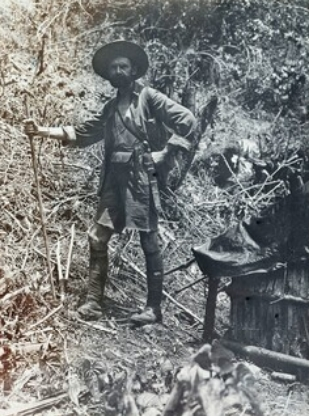
Cecil Boden Kloss

塞西尔·博登·克洛斯（英語：Cecil Boden Kloss，1877年—1949年）为英国动物学家。其为东南亚哺乳动物及鸟类专家。
20世纪初，他与美国博物学家威廉·路易斯·雅培一起对安达曼海和尼科巴群岛进行了考察。1908年起，他在赫伯特·克里斯托弗·罗宾逊下工作于吉隆坡博物馆。1923年至1932年，他担任莱佛士博物馆馆长。
有许多动植物得名于塞西尔·博登·克洛斯：
- Hylobates klossii，印度尼西亚明打威群島特有种
- 乌雕鸮 （Bubo coromandus klossii）
- Eugenia klossii，马来西亚特有种
- 克洛斯猪笼草 （Nepenthes klossii）
- Begonia klossii，秋海棠属植物
- Rungia klossii，新几内亚特有小型植物
- Cyathea klossii，新几内亚西部特有树蕨
- Adiantum klossii，蕨类植物